# Gossia myrsinocarpa
Gossia myrsinocarpa är en myrtenväxtart som först beskrevs av Ferdinand von Mueller, och fick sitt nu gällande namn av Neil Snow och Gordon P. Guymer. Gossia myrsinocarpa ingår i släktet Gossia och familjen myrtenväxter. Inga underarter finns listade i Catalogue of Life.